# Delukse
Delukse je slovenský komediální seriál TV JOJ, který měl premiéru 4. září 2019. V České republice měl také premiéru 4. září 2019 na JOJ Family.

## Obsazení

### Hlavní role
- Alexander Bárta jako Daniel Líška, manažer hotelu Danubia Queen
- Ivan "Tuli" Vojtek jako Gabriel Kraken, nový majitel hotelu Danubia Queen
- Zuzana Fialová jako Adela Gráciová, ředitelka hotelu Danubia Queen
- Daniel Fischer jako Viktor Hromádka, recepční v hotelu Danubia Queen
- Gabriela Marcinková jako Lenka Syndirelová, vedoucí pokojských v hotelu Danubia Queen
- Richard Stanke jako Róbert Grác, gynekolog a Adelin manžel

### Vedlejší role
- Dominika Žiaranová jako Liliena "Lili" Pokorná, číšnice v hotelu Danubia Queen
- Ľubomír Paulovič jako Samuel "Samo" Satovský, barman v hotelu Danubia Queen
- Ľuboš Kostelný jako Karol "Chef" Pokorný, michelinský šéfkuchař v hotelu Danubia Queen
- Tony Porucha jako Niolang, pomocný kuchař v hotelu Danubia Queen
- Karol Trnka jako Imre, portýr v hoteli Danubia Queen
- Iveta Pagáčová jako Gizela "Gizka" Čonková, uklízečka v hotelu Danubia Queen
- Pavol Plevčík jako Tomáš, kuchař v hotelu Danubia Queen

### Hostující role
- Dagmar Bruckmayerová jako manželka europoslance Babinského
- Eva Landlová jako host v hotelu Danubia Queen
- Peter Šimun jako pan Bouman, hlavní inspektor železnic
- Viktória Petrášová jako paní Boumanová
- Lukáš Latinák jako František "Ferko / Feri", manažer z lazů a Luisův brat
- Róbert Jakab jako Luis, recepční z lazů, Feriho brat a Štupelův švagr
- Juraj Kemka jako Andrej "Štupel" Zátka, barman z lazů a Luisův švagr
- Lucia Vráblicová jako Jolanka, pokojská z lazů
- Gabriela Dolná jako Marienka Polonková, šéfkuchařka a bufetárka z lazů
- Elena Kolek Spaskov jako Marka, Luisova manželka a Štupelova sestra
- Gabriela Dzuríková jako madam Karmen Sopránová, operní diva
- Peter Kočiš jako Karol Sopráno, Karmenin manžel
- Barbora Andrešičová jako Medžika Stream, mladá zpěvačka a Karolova milenka
- Ingrid Baginová jako Ria Krakenová, dcera majitele hotelu Danubia Queen Gabriela Krakena
- Michal Rovňak jako nespokojený host hotelu Danubia Queen
- Martin Madej jako Anton "Tony Cake" Koláčik, PR Agency Mega Cool
- Roman Pomajbo jako Vladimír Kováčik, ředitel hotelu Royale Pressburg
- Jakub Rybárik jako manažer hotelu Royale Pressburg
- Daniel Ratimorský jako Jutub
- Matúš Kvietik jako číšník v kavárně Barónka
- Ema Majeská jako Lenkina dcera
- Marcel Nemec jako policista Miroslav Puškár
- Ján Dobrík jako milionář Bernard Sweinberg
- Zdena Studenková jako Lady von Sweiberg, Bernardova matka
- Oľga Solárová jako Lilina matka
- Dušan Kaprálik jako Lilin otec
- Lucia Hurajová jako Sissi, Bernardova snoubenka
- Dušan Kaprálik
- Oľga Solárová
- Diana Mórová
- Jozef Vajda jako šéf státní ochranky
- Juraj "Šoko" Tabaček jako policista
- Eva Pavlíková
- Miroslav Noga
- Noël Czuczor jako paparazzo
- Petra Blesáková jako Nadežda, ruská modelka a milenka Lorda Chipendala
- František Kovár jako Lord Chipendal

## Seznam dílů

### První řada (2019)
| Č. v seriálu | Č. v řadě | Původní název                | Režie      | Scénář                                               | Premiéra v SR      | Premiéra v ČR             |
| ------------ | --------- | ---------------------------- | ---------- | ---------------------------------------------------- | ------------------ | ------------------------- |
| 1-2          | 12        | Mystery shoppingSkúška ohňom | Ivan Holub | námět: Ivan Holub a Peter Matulík scénář: Ivan Holub | 4. září 2019       | 4. září 201911. září 2019 |
| 3            | 3         | Operná diva                  | Ivan Holub | námět: Ivan Holub a Peter Matulík scénář: Ivan Holub | 11. září 2019      | 18. září 2019             |
| 4            | 4         | Bazén pre Jutuba             | Ivan Holub | námět: Ivan Holub a Peter Matulík scénář: Ivan Holub | 18. září 2019      | 25. září 2019             |
| 5            | 5         | Najdi si svojho princa       | Ivan Holub | námět: Ivan Holub a Peter Matulík scénář: Ivan Holub | 25. září 2019      | 2. října 2019             |
| 6            | 6         | Kde je kráľ?                 | Ivan Holub | námět: Ivan Holub a Peter Matulík scénář: Ivan Holub | 2. října 2019      | 9. října 2019             |
| 7            | 7         | Nadežda                      | Ivan Holub | námět: Ivan Holub a Peter Matulík scénář: Ivan Holub | 9. října 2019      | 16. října 2019            |
| 8            | 8         | Konkurenti                   | Ivan Holub | námět: Ivan Holub a Peter Matulík scénář: Ivan Holub | 16. října 2019     | 23. října 2019            |
| 9            | 9         | Viktorov ľúbostný život      | Ivan Holub | námět: Ivan Holub a Peter Matulík scénář: Ivan Holub | 23. října 2019     | 30. října 2019            |
| 10           | 10        | Prsteň princeznej Sissi      | Ivan Holub | námět: Ivan Holub a Peter Matulík scénář: Ivan Holub | 23. října 2019     | vysíláno                  |
| 11           | 11        | Svadba                       | Ivan Holub | námět: Ivan Holub a Peter Matulík scénář: Ivan Holub | 30. října 2019     | vysíláno                  |
| 12           | 12        | Konferencia                  | Ivan Holub | námět: Ivan Holub a Peter Matulík scénář: Ivan Holub | 30. října 2019     | vysíláno                  |
| 13           | 13        | Šejk                         | Ivan Holub | námět: Ivan Holub a Peter Matulík scénář: Ivan Holub | 6. listopadu 2019  | vysíláno                  |
| 14           | 14        | Prorock                      | Ivan Holub | námět: Ivan Holub a Peter Matulík scénář: Ivan Holub | 13. listopadu 2019 | vysíláno                  |
| 15           | 15        | Hotelové lásky               | Ivan Holub | námět: Ivan Holub a Peter Matulík scénář: Ivan Holub | 20. listopadu 2019 | vysíláno                  |
| 16           | 16        | Madonna                      | Ivan Holub | námět: Ivan Holub a Peter Matulík scénář: Ivan Holub | 27. listopadu 2019 | vysíláno                  |

### Druhá řada (2021)
| Č. v seriálu | Č. v řadě | Původní název            | Režie      | Scénář                                               | Premiéra v SR   | Premiéra v ČR |
| ------------ | --------- | ------------------------ | ---------- | ---------------------------------------------------- | --------------- | ------------- |
| 17-18        | 12        | Zamestnanec mesiacaČudák | Ivan Holub | námět: Ivan Holub a Peter Matulík scénář: Ivan Holub | 19. května 2021 | vysíláno      |
| 19           | 3         | Volebná noc              | Ivan Holub | námět: Ivan Holub a Peter Matulík scénář: Ivan Holub | 26. května 2021 | vysíláno      |
| 20           | 4         | Noc duchov               | Ivan Holub | námět: Ivan Holub a Peter Matulík scénář: Ivan Holub | 2. června 2021  | vysíláno      |
| 21           | 5         | Svadba                   | Ivan Holub | námět: Ivan Holub a Peter Matulík scénář: Ivan Holub | 9. června 2021  | vysíláno      |
| 22           | 6         | Samaritánka              | Ivan Holub | námět: Ivan Holub a Peter Matulík scénář: Ivan Holub | 16. června 2021 | vysíláno      |
| 23           | 7         | Filmár                   | Ivan Holub | námět: Ivan Holub a Peter Matulík scénář: Ivan Holub | 23. června 2021 | vysíláno      |
| 24           | 8         | Kar                      | Ivan Holub | námět: Ivan Holub a Peter Matulík scénář: Ivan Holub | 30. června 2021 | vysíláno      |